# Chef-du-Pont
Chef-du-Pont é uma comuna francesa na região administrativa da Normandia, no departamento Mancha. Estende-se por uma área de 3,77 km². Em 2010 a comuna tinha 743 habitantes (densidade: 197,1 hab./km²).